# الراهدة (فرع العدين)

تعديل مصدري - تعديل

الراهدة هي إحدى قرى عزلة الوزيرة بمديرية فرع العدين التابعة لمحافظة إب، بلغ تعداد سكانها 2066 نسمة حسب تعداد اليمن لعام 2004.